# Kabuki: Quantum Fighter
Kabuki: Quantum Fighter (яп. 地獄極楽丸 дзигоку гокураку мару) — видеоигра жанра Платформер-action, разработанная компанией Human Entertainment эксклюзивно для игровой приставки NES и выпущенная 21 декабря 1990 года компанией Pack-In-Video для японского рынка и в январе 1991 года и 20 февраля 1992 компанией HAL Laboratory для североамериканского и европейского рынков соответственно. Для других игровых систем не переиздавалась, продолжений не имеет.

## Сюжет
Год 2056 (2015 в японской версии). Неизвестный вирус проник в Основной Защитный Компьютер планеты, что грозит катастрофическими последствиями, потому что ядерное оружие Земли также управляется с этого компьютера. Последней надеждой человечества остаётся только что построенная и даже не протестированная машина, способная преобразовывать волны человеческого мозга в компьютерный код, что позволяет человеку проникать и путешествовать внутри компьютерной цепи.
Для опасной миссии выбран специально подготовленный человек, развитый духовно и физически и прекрасно разбирающийся в компьютерах. На его плечи ложится задача по спасению своей страны, своей планеты, своего народа. Имя этого человека:
- В англоязычной версии — 25-летний Скотт О’Коннор (англ. Scott O'Connor).
- В японской версии — 15-летний Бобби Йано (англ. Bobby Yano).

Кадр из первого уровня игры

## Геймплей
Kabuki: Quantum Fighter представляет собой типичный для третьего поколения двухмерный Платформер с уклоном в action с боковым скроллингом, в стиле игр Robocop, Castlevania или Metroid. Управление ведётся от лица Скотта О’Коннора или Бобби Йано — специально подготовленного бойца с длинными красного цвета волосами, одетого в белое кимоно. Основное оружие главного героя — его длинные волосы, именно волосами он бьёт своих многочисленных оппонентов: роботов, механических зверей и насекомых и прочих врагов. Кроме того, с прохождением каждого уровня Скотт/Бобби получает новое дополнительное оружие дальнего действия: сгустки пламени, Динамит и т. п. В отличие от ударов волосами, запас дополнительного оружия ограничен.
Так как действие Quantum Fighter проходит внутри компьютерных программ, игровые локации оформлены в соответствующем духе, с множеством механических и электронных деталей. Всего игра состоит из шести этапов, некоторые из которых подразделены на две секции. В конце каждого этапа игроку предстоит встреча с Босс (компьютерные игры) — особенно сильный противник.

## Критика
После выхода Kabuki: Quantum Fighter в 1990 году она получала почти во всех рецензиях достаточно высокие оценки, в то время, как современные отзывы более критичны по отношению к игре. Информационная база данных компьютерных игр для различных платформ Allgame оценила игру в 4 звёздочки из 5, а средняя оценка рецензентов интернет-портала GameFAQs составляет 6,9/10.

### Рецензии
- Британский журнал Mean Machines поставил Kabuki: Quantum Fighter в августовском номере 1991 года весьма высокую оценку 90 %, в том числе: 89 % за графику, 81 % за музыку и звук и 92 % за геймплей. Сложность игры была названа средней (Medium), а сама игра неплохой и увлекательной, хотя и немного короткой и похожей на игру Shadow Warriors[5].
- Февральский выпуск американского ежемесячного журнала Nintendo Power за 1991 год поставил виртуальным приключениям Скотти/Бобби 3,7 баллов из 5[6].
- Итальяноязычный веб-сайт, посвящённый классическим видеоиграм — Retrogaming History оценил Quantum Fighter в 6/10, назвав игру симпатичной и привлекательной, но слишком непродолжительной. Кроме того, по мнению рецензента, протагонист игры, похожий на актёра Кабуки, смотрится несколько странно на компьютеризированном фоне игры[7].
- Англоязычный веб-сайт http://www.flyingomelette.com/ Архивная копия от 19 сентября 2010 на Wayback Machine , также специализирующийся на старых консольных видеоиграх, поставил Kabuki: Quantum Fighter невысокую оценку 2,5/5. Игра была названа в рецензии посредственной и плохо разработанной, несмотря на оригинальный концепт. Графика игры была отмечена, как весьма неплохая, хотя и явно «слизанная» с игры Ninja Gaiden 2, а оформление уровней, по мнению рецензента, часто не соответствует тому месту, где действие игры проходит — внутри компьютерной сети. Неплохой была названа и музыка игры, а межуровневые диалоги — неинтересными и однообразными[8].

## Создатели
Музыку к Kabuki: Quantum Fighter создали Масаки Хасимото (яп. 橋本正樹) и Такахиро Вакута (яп. 和久田隆弘). Первый из них является также автором музыкального сопровождения в видеоиграх Monster Party (NES, 1989), The Adventures of Gilligan’s Island (Nintendo Entertainment System, 1990) и Ultraman (Sega Mega Drive, 1991), а Такахиро Вакута в видеоиграх The Adventures of Gilligan’s Island, Cacoma Knight in Bizyland (SNES, 1992), Ultraman и Kendo Rage (SNES, 1993).